# Arturo Umberto Illia
Arturo Umberto Illia (Pergamino, 4 de agosto de 1900 - Córdoba, 18 de enero de 1983) fue un médico y político argentino, presidente de la Nación Argentina entre el 12 de octubre de 1963 y el 28 de junio de 1966 donde fue derrocado por un golpe de Estado cívico-militar. Se desempeñó también como senador provincial, diputado nacional y vicegobernador de Córdoba y en 1962 fue elegido gobernador de la provincia, cargo que el golpe de Estado contra el presidente Frondizi le impidió asumir. Fue también dirigente de la Unión Cívica Radical y de la Unión Cívica Radical del Pueblo.
Illia llegó a la presidencia de la Nación en elecciones controladas por las Fuerzas Armadas en las que se proscribió al peronismo y al comunismo, y se realizaron mientras estaba detenido el anterior presidente constitucional Arturo Frondizi. Durante su gobierno intentó anular los contratos petroleros firmados por el expresidente Frondizi con compañías extranjeras, pero terminó por anular unos pocos acuerdos, renegociar algunos y la mayoría de las empresas siguieron produciendo. Se fomentó la industria nacional, se destinó el 23 % del presupuesto nacional a la educación (la mayor cifra en la historia del país), bajó la desocupación, disminuyó la deuda externa, se llevó adelante un plan de alfabetización y se sancionaron la Ley de Salario Mínimo, Vital y Móvil y la Ley de Medicamentos conocida como Ley Oñativia.
Durante su gobierno también se destaca la aprobación de la Resolución 2065 de la Asamblea General de las Naciones Unidas, la cual reconoce la existencia de la disputa territorial por las islas Malvinas, siendo este un elemento clave en la continuidad del reclamo argentino en la causa Malvinas. También realizó la donación de los fondos reservados de la presidencia a través del decreto presidencial 3681,  destinó millones de pesos de aquella época al montaje del actual Laboratorio de Hemoderivados de la Universidad Nacional de Córdoba. Un laboratorio farmacéutico público importante para el sistema de salud nacional como productor de medicamentos hemoderivados.
Vivió casi toda su vida en su humilde casa de Cruz del Eje, donde se dedicaba a la medicina, y que nunca utilizó su influencia a su favor, a punto tal de tener que vender su auto estando en el ejercicio del mando y de negarse a utilizar fondos públicos para financiar sus tratamientos médicos. Luego de su gobierno, mantuvo su activa militancia política, rechazó la jubilación que le correspondía como expresidente y volvió a su pueblo para seguir dedicándose a la medicina.
Sus críticos consideraron que «estaba totalmente ajeno a la temática contemporánea y disimulaba esta carencia con una constante apelación a un visceral optimismo y una cierta testarudez», y lo juzgaban duramente debido a su política represiva contra el movimiento obrero y el peronismo, especialmente por los asesinatos y porque no logró levantar totalmente las normas proscriptivas. Su personalidad austera y tranquila fue también utilizada por importantes medios de comunicación y sectores de poder afectados por sus medidas, para instalar la imagen de un presidente «lento».
En una encuesta realizada en 2013 para establecer las cien «personas más honestas» del mundo según los argentinos, Illia ocupó el tercer lugar, detrás del papa Francisco y uno de los padres de la patria, Manuel Belgrano, superando a Teresa de Calcuta, Mandela y Gandhi.

## Biografía
Nació el 4 de agosto de 1900  en Pergamino, 220 km al norte de la ciudad de Buenos Aires, en la provincia de Buenos Aires. Su padre, Martín Illia (1861-1948), era oriundo de Samolaco, Val Chiavenna, provincia de Sondrio, Lombardía y su madre, Emma Francesconi, de Gratacasolo, provincia de Brescia, Lombardía, Italia.
Cursó la escuela primaria hasta cuarto grado en la Escuela Provincial n.º 18 y quinto y sexto grados en la Escuela Normal Mixta de esa ciudad. Los estudios secundarios los realizó en Buenos Aires, en el Colegio Salesiano Pío IX, del barrio de Almagro, como pupilo.
En el año 1918 comenzó sus estudios de Medicina en la Facultad de Medicina de la Universidad de Buenos Aires. Ese mismo año estalló en Córdoba el movimiento estudiantil conocido como Reforma Universitaria, que sentó los principios de la universidad gratuita, libre y cogobernada y modificó profundamente la concepción y administración de la educación superior en la Argentina y en gran parte de América Latina.
Como parte de sus estudios de Medicina, en 1923 ingresó como practicante al Hospital San Juan de Dios de la ciudad de La Plata, graduándose con el título de médico en el año 1927.
En 1928 tuvo una entrevista (la única en toda su vida) con el entonces presidente Hipólito Yrigoyen, a quien le ofreció sus servicios como médico. Yrigoyen le propuso trabajar como médico ferroviario en distintas localidades y Arturo Illia decidió radicarse en Cruz del Eje, Córdoba. Desempeñó su actividad de médico en esa localidad desde 1929 hasta 1963, interrumpidos por los tres años (1940-1943) en que fue vicegobernador de Córdoba. Lo llamaban el Apóstol de los Pobres, por su dedicación a los enfermos sin recursos, viajando a caballo, en sulky, o a pie, para llevar medicamentos que él mismo compraba.

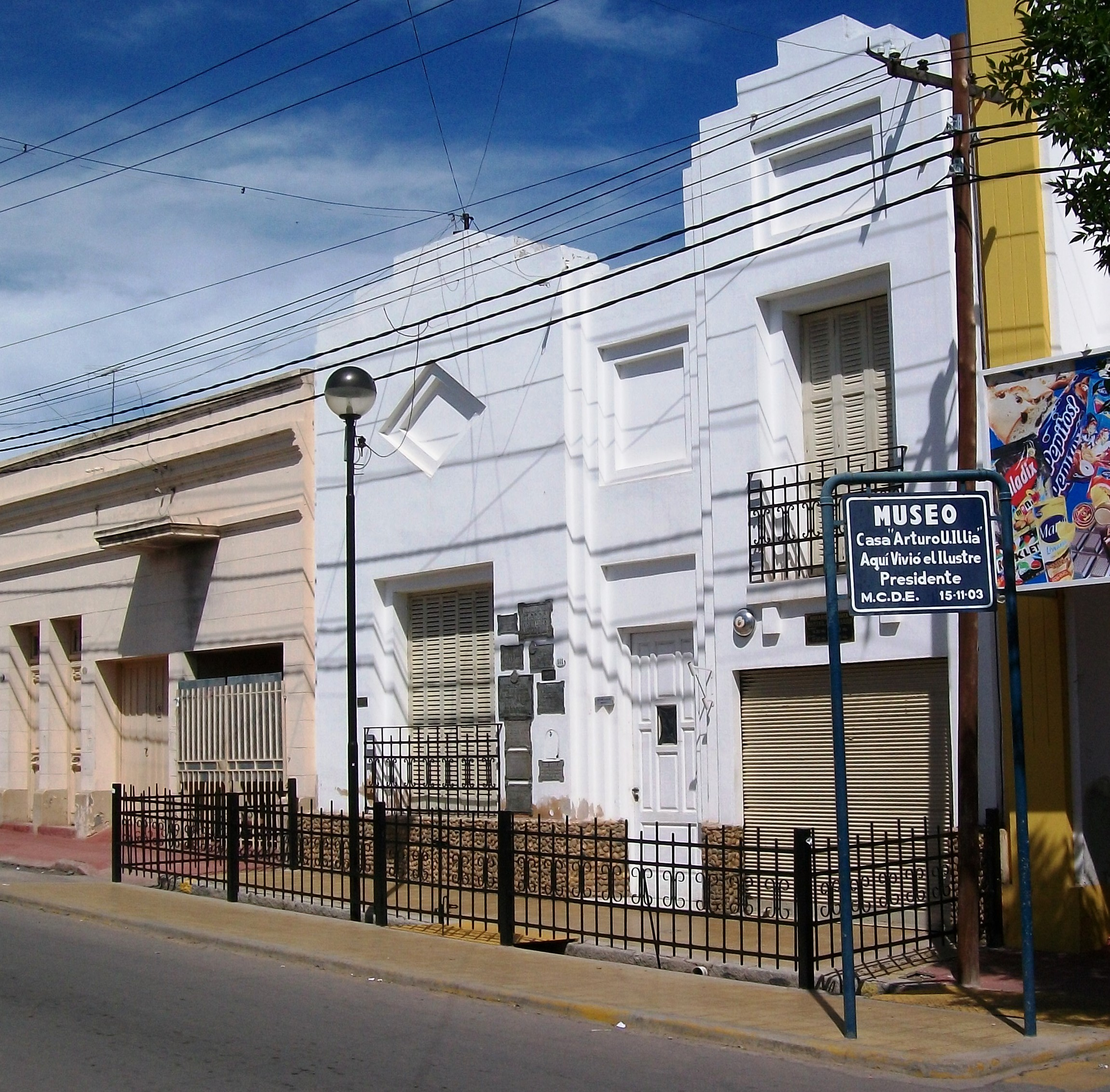
Casa en Cruz del Eje, en la provincia Córdoba, donde ejerció como médico por 30 años, hoy museo.

El 15 de febrero de 1939 contrajo matrimonio en la iglesia parroquial María Auxiliadora, de la ciudad de  Punta Alta, Provincia de Buenos Aires, con la cordobesa Silvia Martorell (1915-1966), hija de Arturo Martorell y Mercedes Kaswalder, y con quien tuvo tres hijos: Emma Silvia Illia (en 1940), Martín Arturo Illia (también en 1940) y Leandro Hipólito Illia (en 1946).
De 1963 a 1966 ejerció la Presidencia de la Nación, y luego del golpe militar del 28 de junio de 1966, conocido como Revolución Argentina, se trasladó a Martínez, Provincia de Buenos Aires, donde residió alternando con viajes a Córdoba. Continuó una intensa actividad política en el seno de la Unión Cívica Radical, hasta su muerte, el 18 de enero de 1983.

### Carrera política
Illia se afilió a la Unión Cívica Radical en 1918, fuertemente influido por la activa militancia radical de su padre y de su hermano Italo. Ese mismo año comenzó sus estudios universitarios en medio de la movilización juvenil que acompañaba la Reforma Universitaria. A partir de 1929, año en que se radicó en Cruz del Eje, inició una intensa actividad política que alterna con su actividad profesional.
En 1935 fue elegido senador provincial por el Departamento Cruz del Eje en las elecciones del 17 de noviembre. En el Senado provincial participó activamente en la aprobación a la Ley de Reforma Agraria, que fuera aprobada por la Legislatura de Córdoba pero rechazada en el Congreso de la Nación. Presidió la Comisión de Presupuesto y Hacienda e impulsó la construcción de las represas de Nuevo San Roque, La Viña, Cruz del Eje y Los Alazanes.
En las elecciones del 10 de marzo de 1940 fue elegido vicegobernador de Córdoba, acompañando al Gobernador Santiago del Castillo, cargo que asume el 17 de mayo de 1940, hasta que la provincia fuera intervenida el 19 de junio de 1943.
El 20 de abril de 1948 asumió como diputado nacional, cargo que desempeñó hasta el 30 de abril de 1952. Formó parte de las comisiones de Obras Públicas e Higiene y Asistencia Medicinal.
Fue candidato a gobernador de Córdoba en las Elecciones provinciales de Córdoba de 1951, llevando como candidato a vicegobernador al senador provincial Arturo Zanichelli, y obtuvo el segundo lugar. En las Elecciones legislativas de Argentina de 1954 fue nuevamente candidato a diputado nacional logrando 40,60% (43.302 votos) perdiendo ante el peronista, Víctor Manuel Taborda.
Luego de la muerte de Amadeo Sabattini fue reconocido como representante del sabattinismo o Línea Córdoba, una corriente interna de la Unión Cívica Radical formada en la década de los treinta, que se diferenció tanto del unionismo, como del Movimiento de Intransigencia y Renovación. Siendo diputado nacional por Córdoba fue parte de los comandos civiles que ayudaron al golpe de Estado de 1955.

### Camino a la presidencia
Luego del golpe de Estado del 16 de septiembre de 1955 que derrocó al presidente Juan Domingo Perón se reinició un largo período de inestabilidad política en la Argentina. Los militares proscribieron al peronismo y sus simpatizantes recurrieron al voto en blanco para expresar su rechazo a las elecciones convocadas sin su participación.
Por otra parte la Unión Cívica Radical se dividió en dos, según la postura que cada sector asumía frente al peronismo, rechazando (radicales intransigentes) o aceptando (radicales del pueblo) su proscripción. En 1962, el presidente Arturo Frondizi, un radical intransigente, legalizó parcialmente al peronismo, que triunfó ampliamente en las elecciones para elegir gobernadores provinciales del 18 de marzo de 1962. Once días después Frondizi fue derrocado, detenido y apresado en la isla Martín García, durante la madrugada José María Guido fue nombrado presidente provisional, quien anuló las elecciones, volvió a proscribir al peronismo, disolvió el Congreso y convocó a nuevas elecciones limitadas y controladas por los militares. Illia había resultado electo gobernador de Córdoba en esas elecciones practicadas durante el gobierno de Frondizi, pero no llegó a asumir debido al golpe.
En ese momento, con el peronismo proscripto y Frondizi detenido ilegalmente, se realizaron las elecciones del 7 de julio de 1963 en las que Illia resultó el candidato más votado, con un 25% del total. 
El sistema electoral vigente establecía la elección indirecta en un Colegio Electoral por mayoría absoluta de 476 electores, de los cuales la UCRP solo había logrado 168. Luego de un acuerdo con la Federación de Partidos de Centro, el Partido Socialista Democrático, el Partido Demócrata Cristiano, la Confederación de Partidos Provinciales y tres electores de la UCRI, que en conjunto sumaban 102 electores. En la sesión del Colegio Electoral del 31 de julio, la fórmula Illia-Perette resultó elegida con 270 votos, 31 votos más que el mínimo constitucional necesario. El gobierno de Illia fue cuestionado a partir de la asunción, desde distintos frentes y por razones diversas. El peronismo veía llegar a la presidencia a toda una línea partidaria que había vitoreado el golpe de 1955 y que había sido cómplice de la dictadura de 1955-1958, aportando funcionarios civiles. Negada su participación a través de los procesos electorales, lucha política y sindical se fusionarían, para impugnarlas medidas de gobierno y organizar el retorno de Perón.
| Elecciones presidenciales de 1963              | Elecciones presidenciales de 1963                                       | Elecciones presidenciales de 1963 | Elecciones presidenciales de 1963 |
| Fórmula presidencial                           | Partido                                                                 | Votos                             | %                                 |
| ---------------------------------------------- | ----------------------------------------------------------------------- | --------------------------------- | --------------------------------- |
| Arturo Illia - Carlos Perette                  | Unión Cívica Radical del Pueblo                                         | 2.441.064                         | 25,14                             |
| Votos en blanco o anulados                     | Votos en blanco o anulados                                              | 2.058.131                         | 21,20                             |
| Oscar Alende - Celestino Gelsi                 | Unión Cívica Radical Intransigente                                      | 1.593.992                         | 16,41                             |
| Pedro Eugenio Aramburu - Arturo J. Etchevehere | Unión del Pueblo Argentino (UDELPA) Partido Demócrata Progresista (PDP) | 1 346 342                         | 13,80                             |
| Emilio Olmos - Emilio Jofre                    | Federación de Partidos del Centro                                       | 499.822                           | 5,14                              |
| Horacio Sueldo - Francisco Cano                | Partido Demócrata Cristiano                                             | 324.723                           | 3,34                              |
| Alfredo Palacios - Ramón I. Soria              | Partido Socialista Argentino                                            | 288.339                           | 2,96                              |
| Alfredo Orgaz - Rodolfo Fitte                  | Partido Socialista Democrático                                          | 258.787                           | 2,66                              |
| Fuente: País Global.                           |                                                                         |                                   |                                   |

## Presidencia

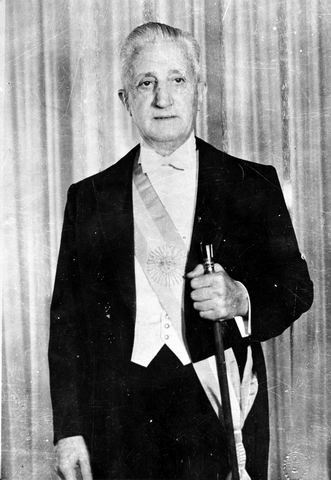
Arturo Illia con la banda presidencial.

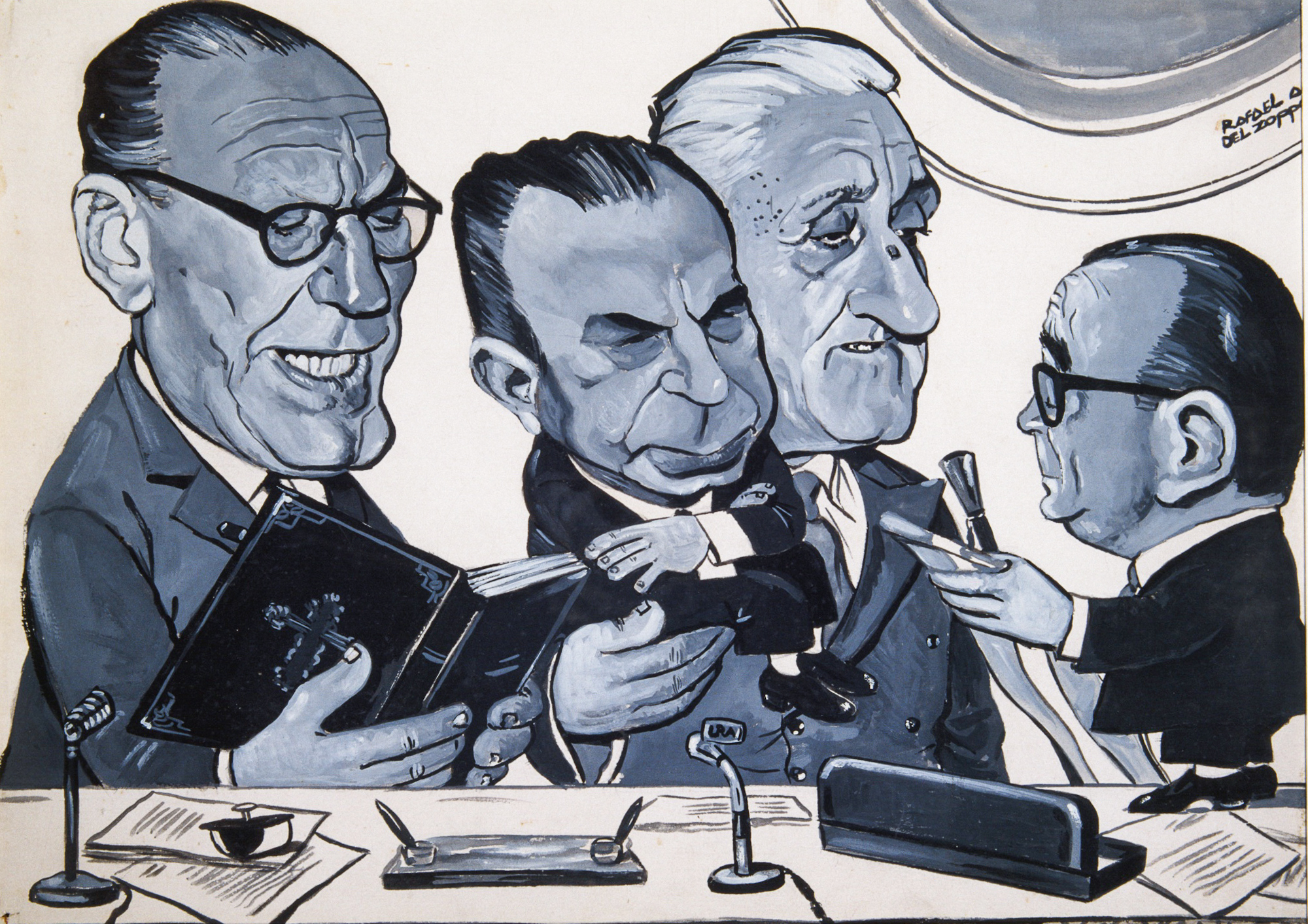
Asunción del Presidente Arturo Illia por Rafael A. Del Zoppo, 1963, en tinta y lápiz.

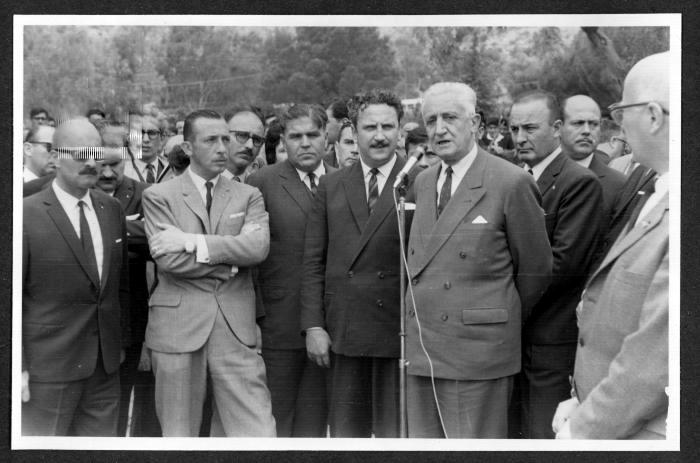
Discurso en Comodoro Rivadavia que participó de los actos correspondientes al Día del Petróleo, acompañado por el entonces Gobernador del Chubut, el Sr. Roque Gonzalez, el Director de YPF, Dr. Facundo Roberto Suárez y el Administrador del Yacimiento Comodoro Rivadavia, Dr. Anselmo

Arturo Illia asumió el 12 de octubre de 1963. Su primer acto de gobierno consistió en eliminar parte de las restricciones que pesaban sobre el peronismo. Cinco días después de que Illia asumiera el gobierno, los simpatizantes del peronismo realizaron un acto conmemorativo por el Día de la Lealtad en Plaza Miserere.
Se levantaron algunas restricciones electorales, habilitando la participación del Partido Justicialista en los comicios legislativos del año 1965, aunque la prohibición al general Perón siguió en pie. También se levantó la prohibición que pesaba sobre el Partido Comunista. El 17 de octubre de 1964, se reunieron una multitud de peronistas en Plaza Once; durante la desconcentración se produjo una violenta represión policial ordenada por Illia. El 17 de octubre de 1965, el gobierno radical prohibió el acto programado en Parque de los Patricios con la presencia de María Estela Martínez de Perón; el mismo terminó con represión policial y 659 obreros detenidos. También, en dicho año, se reprimió con dureza un acto en homenaje a los caídos de 1956 en Parque Las Heras de la ciudad de Buenos Aires; por el plan de lucha de la CGT, el sindicato fue perseguido.

### Política petrolera
Durante su campaña presidencial, Arturo Illia se comprometió a disolver el Acuerdo de Garantía de Inversiones, como así también los contratos petroleros que fueron realizados durante el gobierno de Arturo Frondizi sin cumplir con las normas legales. Una vez en el poder, Illia anunció que los contratos que hubieran sido realizados de manera ilegal serían anulados, pero aclaró que se indemnizaría a las empresas afectadas y que el gobierno no tenía la intención de echar a las compañías petroleras extranjeras. Las políticas petroleras del nuevo gobierno radical terminaron por mermar las relaciones entre la Argentina y los Estados Unidos, y la anulación de los contratos petroleros le costó al país la desconfianza internacional, aparte de 200 millones de dólares de indemnización que se les pagó a las compañías petroleras afectadas, y la vuelta a la importación de petróleo.
El gobierno radical estimaba que la decisión no afectaría sustancialmente las relaciones internacionales con los Estados Unidos, pero si bien el presidente John Fitzgerald Kennedy y su equipo mantuvieron una postura de respeto a la decisión argentina en tanto estableciera un mecanismos de "compensación equitativa", el sector de "los halcones", entre los que se encontraba el embajador en suelo argentino, Robert McClintock, y el enviado Averel Harriman, iniciaron acciones de presión sobre el gobierno de Illia para obligarlo a mantener la vigencia de los contratos, aun cuando fueran ilegales. Las presiones del sector duro sobre el gobierno argentino, escalaron al punto de que Illia llegó a expulsar al embajador estadounidense de la Quinta de Olivos, mientras que Blanco y Harriman mantuvieron el siguiente diálogo, transcripto en ese momento por el diario Clarín:

"Señor", quiso saber Blanco después de una áspera disputa: "¿Usted a quién representa? ¿Al Presidente Kennedy o a las compañías de petróleo?" El norteamericano contestó: "Mire, en realidad es difícil decirlo, puesto que las empresas son norteamericanas".

El gobierno organizó una comisión investigadora en el Congreso, cuyos resultados se informaron en octubre de 1964. Si bien el sector más duro del gobierno radical, encabezado por Perette, pretendía limitarse a anular los trece contratos, Illia adoptó la posición del sector moderado, que proponía anular los contratos que habían violado la ley, reconocer las indemnizaciones correspondientes y renegociar los mismos adecuadamente.
Así, el presidente Illia, por medio de los decretos 744/63 y 745/63 del 15 de noviembre de 1963, dio por anulados los contratos que YPF había firmado con compañías petroleras extranjeras durante la gestión de Frondizi. El decreto 744/63 declaraba "nulos de nulidad absoluta, por vicios de ilegitimidad y ser dañosos a los derechos e intereses de la Nación" a los contratos de YPF con las compañías C.M. Loeb, Rhoades and Co. (Argentina-Cities Service Development Company en el momento de la anulación del contrato); Astra, Compañía Argentina de Petróleo SA; CADIPSA; Continental Oil Company of Argentina; Esso S. A. P.A-Esso Argentina Inc.; The Ohio Oil Co. (Marathon Petroleum Argentina Ltd.); Pan American Argentina Oil Co.; Shell Production Company of Argentina Ltd.; Tennessee Argentina S.A.; Union Oil Co. California. Mientras que el decreto 745/63 anuló los acuerdos de YPF con las empresas Southeastern Drilling Co.; Kerr-Mc Gee Oil Industries Inc. (Transworld Drilling Company) y SAIPEM (ENI) (SNAM S.P.A. Societá Nazionale Metanodotti en el momento de la anulación del contrato). Los grandes medios de prensa criticaron los decretos que pusieron fin a los contratos.
Las empresas contratistas rechazaron los términos esgrimidos por el gobierno, como también rechazaron las cláusulas impositivas y punitivas del nuevo convenio, que obligaban a las empresas a devolver el valor de los impuestos pagados por el Estado -según contratos por cuenta de las compañías-, y establecían una indemnización a YPF "por haberse visto obligado a restringir su producción para aceptar el petróleo extraído por las empresas". Algunas compañías como Esso y Shell se negaban a renunciar a sus derechos legales, poniendo a YPF bajo la situación de no poder negociar. La petrolera estatal solo ocupó las áreas entregadas a Cities Service y Pan American Argentina Oil Company. Mientras las petroleras rechazaban el pacto extrajudicial ofrecido por el gobierno de Illia, se comenzaron a producir asperezas y divergencias dentro de la comisión a cargo de las renegociaciones, y precisamente el 20 de octubre de 1964 fueron conocidos los dictámenes de la Comisión Especial Investigadora sobre Petróleo, que había sido designada por el Congreso Nacional. La Comisión que estaba integrada por 16 diputados, trabajó durante 113 días y tomó declaración a 64 testigos. Se registraron grescas durante algunas de las sesiones entre los miembros de la Comisión y los declarantes, algunas personas se negaron a dar testimonio. Las divisiones entre los miembros de la Comisión produjo que se presentasen seis dictámenes, en lugar de uno solo como estaba pautado.
Un informe de la Cámara de Comercio de Estados Unidos de principios de 1964 detalló que el descenso en las inversiones extranjeras en la Argentina fue en mayor medida una consecuencia de la falta de ratificación del Convenio de Garantía de Inversiones con Estados Unidos, que de la anulación de los contratos petroleros. En detalle, las inversiones extranjeras cayeron de 100 a 120 millones de dólares recibidas en 1962, a solo 34,6 millones en 1963 y poco más de 33 millones en 1964.
Como consecuencia, YPF perdió el autoabastecimiento, y además la producción petrolera en 1965 fue inferior a la del año anterior. Sin embargo, Illia rectificó la política de anulación de los contratos, y las empresas siguieron en el país. Solamente la Shell y la Esso, que habían firmado contratos de exploración, para aumentar las reservas de YPF, con la cláusula del riesgo minero, aceptaron de inmediato la anulación y recuperaron los cincuenta millones de dólares invertidos que, por la cláusula del riesgo minero, habrían perdido al no encontrar yacimientos productivos. Argentina Cities Service (ex Banca Loeb) y Amoco (ex Panamericam) continuaron la extracción de los yacimientos de Mendoza y Comodoro Rivadavia.
La producción de petróleo que aumentó desde 1958 a 1963 a un promedio general del 20% anual, disminuyó entre 1964 a 1966, al punto de apenas llegar al 2% anual. El ritmo de perforación de pozos disminuyó de 1093 pozos perforados anualmente, durante el primer período citado, a solo 588 pozos promedio por año perforados en el período de 1964 a 1966.
Las anulación de las concesiones petroleras mermaron las relaciones entre la Argentina y los Estados Unidos, mientras que las indemnizaciones alcanzaron 200 millones de dólares. Argentina volvió a importar petróleo, pero a precios menores y con menor impacto en la balanza de pagos que lo que establecían las concesiones de Frondizi.
La declaración de nulidad de los contratos petroleros firmados por Frondizi ha sido objeto de debate histórico. En general, los sectores contrarios a la intervención del Estado en la economía y partidarios de reducir o eliminar las regulaciones para las inversiones extranjeras cuestionan la decisión de Illia y la consideran "un error estratégico". Estos sectores citan en su apoyo una declaración realizada en 1987 por el entonces presidente radical Raúl Alfonsín, criticando el "estatismo" de la UCR y considerando que la anulación de los tratos petroleros hechos por Frondizi había sido un error. En sentido contrario, los sectores que consideran que las empresas multinacionales y las inversiones extranjeras deben cumplir las leyes argentinas y son partidarios de un rol determinante del Estado en la producción petrolera consideran la decisión de Illia como un acto de defensa del Estado de derecho y de los intereses argentinos.
Los medios de prensa criticaron los decretos que anularon los contratos, además de considerarlos un error que volvería al país al desabastecimiento; también se reclamaba el respeto a la división de poderes.

(...) ¿Tiene el Poder Ejecutivo capacidad y atribuciones suficientes para proceder, como se anuncia, por decreto a la anulación de esos contratos? Se alega en favor de ello que los mismos son de concesión y no de locación de obras y/o servicios. Que, por tanto, son contratos de derecho público y el Poder Ejecutivo tiene bastantes facultades para disponer su nulidad en conjunto.
Carta de Enrique Figueroa al presidente Illia.

Así, cuando a partir de un primer año positivo, la situación económica comenzó a desbarrancar y se presentaron hacia 1966 los signos de una franca recesión, las críticas comenzaron a arreciar y -salvo algunos sectores radicales, otros pequeños partidos y buena parte de los medios universitarios-, una mayoría popular y la casi totalidad de las organizaciones sociales creían necesario un golpe.
Se produce paralelamente el juicio penal derivado de las investigaciones de la Fiscalía Nacional de Investigaciones Administrativas y de la Comisión Investigadora de la Cámara de Diputados y de las acciones del Poder Ejecutivo que llevó indefectiblemente a la condena de sus principales responsables, Arturo Frondizi, Rogelio Julio Frigerio y Arturo Sabato. La Cámara Federal en lo Criminal y Correccional, en un fallo del 4 de julio de 1967, sostuvo que “los hechos denunciados como infracciones penales constituirían, en principio, los delitos de usurpación de autoridad, violación de los deberes de funcionarios públicos, cohecho, negociaciones incompatibles con el ejercicio de funciones públicas.
Como consecuencia de la medida, el gobierno radical perdió todo apoyo financiero de Estados Unidos referentes a préstamos e inversiones. El embajador estadounidense Robert McClintock declaró:

"En cuanto a inversiones de capital norteamericano no hay ningún interés en el país. Ello se debe a la anulación de los contratos petroleros. Los norteamericanos consideran que los convenios son sagrados y deben cumplirse. La medida dispuesta por la Argentina ha hecho perder la confianza y hay una contracción en las posibles inversiones que podrían haberse hecho en el país".
Robert M. McClintock

Esto concuerda con el politólogo francés Alain Rouquié que consideró que la anulación de los contratos hizo caer drásticamente el nivel de las inversiones extranjeras en la Argentina de 120 millones de dólares en 1962 a poco menos que 33 en 1964.

### Ley del salario mínimo, vital y móvil
El 15 de junio de 1964 se publica en el Boletín Oficial la ley 16.459, del salario mínimo, vital y móvil, previa a la constitución del Consejo del Salario, integrado por representantes del Gobierno, los empresarios y los sindicatos, a fin de «evitar la explotación de los trabajadores en aquellos sectores en los cuales puede existir un exceso de mano de obra», «asegurar un ingreso mínimo adecuado» y «mejorar los salarios de los trabajadores más pobres».
Con los mismos objetivos, se promovió la Ley de Abastecimiento, destinada a controlar los precios de la canasta familiar y la fijación de montos mínimos de jubilaciones y pensiones.

### Ley de Medicamentos
La ley 16.463 –también llamada Ley Oñativia, en homenaje al ministro Arturo Oñativia, o simplemente, de Medicamentos– sancionada el 23 de julio de 1964 y promulgada el 9 de agosto de 1964, fue aprobada por todos los bloques, excepto UDELPA y la Federación de Partidos del Centro. Establecía una política de precios y de control de medicamentos que congelaba los precios a los vigentes a fines de 1963, fijaba límites para los gastos de publicidad e imponía límites a la posibilidad de realizar pagos al exterior en concepto de regalías y de compra de insumos. La reglamentación de la Ley mediante el decreto 3042/65 fijaba, además, la obligación para las empresas de presentar mediante declaración jurada un análisis de costos y a formalizar todos los contratos de regalías existentes.
Esta ley surge a partir de un estudio realizado por una comisión creada por Illia sobre 300 000 muestras de medicamentos. Muchos de estos medicamentos no eran fabricados con la fórmula declarada por el laboratorio y su precio excedía en un 100% al costo de producción.[cita requerida]
Partidarios, opositores y observadores imparciales coincidieron en que esta política tuvo un peso decisivo en el proceso político que culminara con el derrocamiento del presidente a manos de un golpe militar.
Otras medidas en el sector de la salud pública fueron la obligatoriedad de incorporar un porcentaje de iodo en la formulación de la sal de mesa, la creación del Servicio Nacional de Agua Potable, que financiaba las obras necesarias para asegurar la provisión de agua a las localidades rurales, y la ley de Reforma del Sistema Hospitalario Nacional.
En otras de las medidas del presidente Ilia en salud, en 1964 se crea el Laboratorio de Hemoderivados, en ese entonces llamado la Planta Fraccionadora de Proteínas Plasmáticas. Fue creado en la Universidad Nacional de Córdoba poniendo en marcha un proyecto estratégico para el país: la producción pública de medicamentos esenciales y complejos.
La construcción del hoy Laboratorio de Hemoderivados fue posible gracias a la donación de los fondos reservados de la Presidencia de Arturo U. Illia,  a través del decreto presidencial 3681, que destinó 60 millones de pesos de aquella época al montaje de la planta. Hoy la planta cumple 60 años.
Desde sus inicios el Laboratorio se posiciona como un actor en el sistema de salud y como proveedor de hemoderivados para el Estado argentino, incluso proveyó a la armada argentina en la Guerra de Malvinas. El laboratorio es autosustentable financieramente y sin fines de lucro. 
Entre los medicamentos que produce se encuentran distintos tipos de inmunoglobulinas, factores de coagulación, albumina serica humana, medicamentos como factor antitrombina, cloruro de sodio entre otras.  

### Política educativa
La política educativa de Illia aumentó el porcentaje del presupuesto nacional dedicado a educación, que pasó del 12% en 1963, al 17% en 1964 y al 23% en 1965. El diario Las Voz de Córdoba, sostiene que este último porcentaje fue el más alto de la historia argentina. A conclusiones diferentes llegó la investigadora Graciela Riquelme, quien ha detallado la variación anual del gasto consolidado entre 1960 y 1999, y estableció que los años de mayor aumento fueron 1973 (32,2%), 1983 (25,5%), 1962 (25,4%), 1978 (24,4%), 1974 (23,0%), 1984 (19,3%), 1964 (16,2%), 1965 (12,8%) y 1997 (10,4%). En la década de 1960, la investigación de Riquelme registra un aumento del 46% en los dos años anteriores a Illia, y durante el gobierno de Illia un aumento del 29% para el bienio restante (1964-1965): 16,2% en 1964 y 12,8% en 1965.
Otras fuentes indican que el gasto público en educación estuvo por debajo del 3% del PBI antes de la década de 1980, y recién superó dicho porcentaje en 1985, el 4% en 1999 y el 5% en 2007. Luego de que, en la década de 1990, el sistema educativo no universitario fuera trasladado a las provincias, el grueso del gasto educativo recayó sobre los presupuestos provinciales y municipales y se redujo de manera correlativa el porcentaje del presupuesto nacional destinado a educación, siendo del 7,58% en 2007, del 7,02% en 2013, del 6,12% en 2014, del 6,95% en 2015, 4,93% en 2019 y del 5,73% en 2021.
Poco antes del golpe, se produjeron grandes movilizaciones para pedir aumento del presupuesto universitario. Las movilizaciones eran masivas y terminaban con detenidos. Las consignas contra el gobierno eran duras, le pegaban a Illia por “tortuga” e ineficiente, bajo el lema "zapallo, verdura, Illia a la basura”. Estas movilizaciones se hacían al mismo tiempo que el vandorismo promovía conflictos sindicales desde la derecha peronista, que conspiraba con un grupo de militares, contribuyendo así los estudiantes a la formación de ese clima caótico y desestabilizante.
| Crecimiento del gasto público en educación y PBI 1960-1965 | Crecimiento del gasto público en educación y PBI 1960-1965 | Crecimiento del gasto público en educación y PBI 1960-1965 | Crecimiento del gasto público en educación y PBI 1960-1965 |
| Año                                                        | Presidente                                                 | Crecimiento gasto en educación                             | Crecimiento PBI                                            |
| ---------------------------------------------------------- | ---------------------------------------------------------- | ---------------------------------------------------------- | ---------------------------------------------------------- |
| 1960                                                       | Frondizi                                                   | -5,0%                                                      | 5,6                                                        |
| 1961                                                       | Frondizi                                                   | 20,6%                                                      | 7,1                                                        |
| 1962                                                       | Guido                                                      | 25,4%                                                      | -1,6                                                       |
| 1963                                                       | Guido                                                      | -9,9%                                                      | -2,4                                                       |
| 1964                                                       | Illia                                                      | 16,2%                                                      | 10,3                                                       |
| 1965                                                       | Illia                                                      | 12,8%                                                      | 9,2                                                        |
| Fuente: Graciela Riquelme.                                 |                                                            |                                                            |                                                            |

El 5 de noviembre de 1964, se puso en marcha el Plan Nacional de Alfabetización con el objetivo de disminuir la tasa de analfabetismo, que, según registros del Censo de 1960, era del 8,5% y del 7,4% en 1970. El analfabetismo en la Argentina registra una constante evolución a la baja desde 1869: 77,4% (1869), 53,3% (1895), 35,9% (1914), 13,6% (1947), 8,5% (1960), 7,4% (1970), 6,1% (1980), 3,7% (1991), 1,9% (2010). En junio de 1965, el Programa contaba con doce mil quinientos centros de alfabetización y su tarea alcanzaba a trescientos cincuenta mil alumnos de dieciocho a ochenta y cinco años de edad.

### Política económica
Bajo la dirección de Eugenio Blanco, el gobierno de Illia adoptó una política económica de orientación cepalino-keynesiana que apuntó a una expansión global de la economía. Entre otras medidas se creó la Sindicatura de Empresas del Estado, para tener un control más eficaz de las empresas públicas, y se sancionó la Ley del Salario Mínimo, Vital y Móvil, para garantizar un piso obligatorio de ingreso para las personas asalariadas, a partir de la concertación obrero-patronal.
El Producto Bruto Interno (PBI), que había descendido durante dos años seguidos (1962 y 1963) -algo que no sucedía desde la Crisis de 1930-, subió 10,3% en 1964, 9,1% en 1965 y 0,6% en 1966, pasando de 108 mil millones de pesos en 1963, a 134 mil millones de pesos en 1966. La desocupación, que había llegado a un récord histórico en julio de 1963, bajó al 4,6% en octubre de 1965,300}}  y creció un poco en 1966, ubicándose en 5,2%. El salario real horario creció entre diciembre de 1963 y diciembre de 1964 un 9,6%. La inflación, que en el bimestre anterior se había mantenido en el 26%, bajó en 1964 a 22,1%, pero subió en 1965 a 28,6% y en 1966 a 31,9% -la más alta de la década de 1960.470}}
La balanza de pagos mostró cifras positivas (más exportaciones que importaciones): en 1963 había sido de 183,8 millones de dólares y en los años siguientes fue de 384,4 en 1964, 293 en 1965 y 468,9 en 1966. La deuda externa disminuyó de 3.400 millones de dólares a 2.600 millones. Pese a ello, el peso se devaluó considerablemente: un 19,5% en 1963, un 13,4% en 1964 y un 55,1% -la tasa más alta de la década-, manteniéndose estable en 1966.
Debido al fuerte aumento de la producción, el déficit fiscal descendió del 6,79% de 1962 y 6,13% de 1963 al 5,82% en 1964, 3,59% en 1965 y 4,19% en 1966, con relación al PBI, pero en términos reales, el gasto del Estado aumentó un 25%.
Gerchunoff y Llach destacan que en 1966, pese a los números positivos que mostraba la economía, se había impuesto «la sensación, difundida por los críticos, de que la economía marchaba a una nueva recesión», contribuyendo así a crear un clima de descalificación del gobierno, calificado por la opinión pública como «Lento, mediocre, anacrónico, improvisado, incompetente», que alimentó el golpe de Estado de 1966.
En ese contexto, la recién creada Acción Coordinadora de Instituciones Empresarias Libres (ACIEL), que reunía a las principales organizaciones empresariales argentinas (Sociedad Rural Argentina, la Unión Industrial Argentina, Cámara Argentina de Comercio y la Bolsa de Comercio de Buenos Aires), publicó un memorial fuertemente crítico contra lo que llamaban «una conducción económica desacertada» formulando una serie de cuestionamientos: una política de aumentos salariales en el sector público había llevado al sector privado a la misma conducta; la anulación unilateral de los contratos petroleros; la restatización de empresas privadas; la reforma del artículo 49 de la Carta Orgánica del Banco Central; el aumento de los impuestos; la eliminación de los alicientes tributarios al incremento de la capacidad productiva; la comercialización estatal inoportuna y deficitaria de una parte de las cosechas; la exigencia de depósitos previos de importación.
Di Tella y Dornbusch sostienen que durante el período se observó un debilitamiento de la formación de capital, con la caída de la inversión bruta en un 20 % entre 1961 y 1964. Igual magnitud experimentó la inversión pública. El índice del costo de vida era un reflejo de presiones inflacionarias: aumentó casi un 40 % en 1964 y un 29 % en 1965, a pesar de la brusca caída de los precios agropecuarios. En el sector fiscal, la expansión del gasto público se apoyó en el deterioro de la inversión pública, especialmente en el sector ferroviario. Al mismo tiempo, el déficit fiscal pasó de 4.715,1 millones de pesos en 1962 a 2.778,9 millones en 1965. Los datos de Di Tella y Dornbusch no coinciden con los que utilizan Gerchunoff y Llach.

### Hechos de persecución
Illia mantuvo la proscripción política del expresidente Juan Domingo Perón, líder del principal partido opositor, que se encontraba exiliado en España. En 1964, impidió el ingreso a la Argentina del expresidente Perón solicitando a la dictadura militar brasileña que detuviera el avión en el que viajaba hacia Buenos Aires.
En 1963, no aceptó el reclamo de la Confederación General del Trabajo (CGT) de investigar la desaparición del militante sindical metalúrgico Felipe Vallese.
En 1964 el gobierno sancionó al artista Hugo del Carril excluyéndolo de la delegación argentina al Festival de Cine de Acapulco, por haberle exhibido el filme Buenas noches, Buenos Aires a Perón, que se hallaba exiliado en España.
El Ministerio de Trabajo impuso multas y solicitó embargos sobre los bienes de varios dirigentes sindicales debido a haber aprobado el Plan de Lucha contra el gobierno. En 1965 prohibió que se realizaran actos de homenaje a las personas asesinadas en los fusilamientos de 1956 y a Felipe Vallese, y reprimió con la policía el intento de la oposición de realizar los actos, con numerosos heridos y detenidos. Ese mismo año suspendió la personería gremial de los sindicatos del Calzado, la Construcción, Sanidad y del Caucho.
En 1966, sin consulta previa con las organizaciones sindicales, como lo sugería la recomendación n.º 113 de 1960 de la Organización Internacional del Trabajo, Illia estableció mediante el decreto 969/1963, una reglamentación sindical prohibiendo las actividades políticas de los sindicatos, la ley establecía además que los presupuestos de los sindicatos debían ser aprobados desde el Poder Ejecutivo, alterando la independencia sindical y visto como herramienta para dificultar el accionar de los sindicatos opositores. La deuda externa constituía otro problema serio. El 56.2% de ella vencía en los próximos tres años, es decir, en 1966 por lo cual se decidió renegociar la misma con el Club de París.Mientras el Poder Ejecutivo enviaba al Congreso un proyecto de ley de abastecimiento, con el propósito de controlar el aumento del costo de vida, los empresarios y gremialistas coincidían en su crítica, al considerar que las medidas adoptadas no eran suficientes para solucionar la desocupación y la parálisis económica del país. Entre el 21 de mayo y el 24 de junio los obreros ocuparon más de 11 000 establecimientos industriales.

#### Los asesinatos de Mussy, Méndez y Retamar

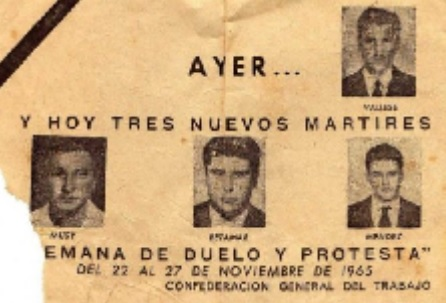
Cartel de la CGT en protesta por los asesinatos de José Gabriel Mussy, Néstor Méndez y Ángel Retamar.

En octubre y noviembre de 1965 fueron asesinados por la policía los obreros José Gabriel Mussy, Néstor Méndez y Ángel Retamar, como consecuencia de la represión policial ordenada para reprimir las manifestaciones convocadas por la Confederación General del Trabajo (CGT) el 21 de octubre, prohibidas por el presidente Illia.
José Gabriel Mussy, de 25 años, era un obrero de SIAM, peronista, que fue asesinado en San Justo mientras marchaba en un columna de unos 50 obreros metalúrgicos. Al llegar a Mosconi y Camino de Cintura se encontraron con una camioneta policial perteneciente a la Agrupación Güemes, de la cual bajaron cuatro policías uniformados y dos de civil amenazado con sus armas. Los obreros corrieron y los policías dispararon matando a Mussy e hiriendo a Manuel Rodríguez.
Néstor Méndez era un trabajador bancario, militante de la Federación Juvenil Comunista. La investigación penal fue archivada 18066/65 sin condenas. Una placa con su nombre fue colocada en su memoria en la Plaza La Roche de Morón.
Ángel Retamar era un obrero metalúrgico, peronista, de la fábrica SIAM. Se dirigía hacia la plaza San Justo en compañía del delegado de la fábrica, Amílcar Torres. Poco antes de llegar a la plaza se encontraron con un grupo de manifestantes huyendo de la policía. Al huir resulta herido por una ráfaga de ametralladora, al igual que Torres y otros dos manifestantes. Falleció de las heridas el 1 de noviembre de 1965. La investigación judicial, estableció el nombre de los autores pero fue archivada sin juicio.
Ni Illia, ni el gobernador de la provincia de Buenos Aires a cargo del también radical Anselmo Marini, pidieron la renuncia del jefe de Policía bonaerense, comisario López Aguirre.

### Relaciones exteriores
Ante la invasión estadounidense a República Dominicana y el posible envío de tropas argentinas, los estudiantes encabezaron grandes movilizaciones contra Illia, a las que se sumaron la CGT, los partidos de izquierda y el peronismo. Ello suscitó manifestaciones múltiples. El 7 de mayo se produjo una masiva manifestación de estudiantes universitarios alrededor del Congreso Nacional. El conflicto se fue agudizando y se destacó por su concurrencia y amplia convocatoria a la manifestación del día 12 de mayo. Convocada por la Federación Universitaria Argentina, la CGT y la Liga Humanista, reunió a unas 7000 personas, y hablaron desde el palco representantes del Partido Justicialista, del Partido Socialista Argentino, del Partido Demócrata, del Partido Comunista y de la Democracia Cristiana. Hacia el final del acto, fue asesinado a manos de la policía un estudiante de medicina de 18 años, Daniel Horacio Grinbank, y se dirigieron disparos contra Paulino Niembro, dirigente sindical de la UOM, cuando quiso hacer uso de la palabra. Veinte personas resultaron heridas.

### Malvinas

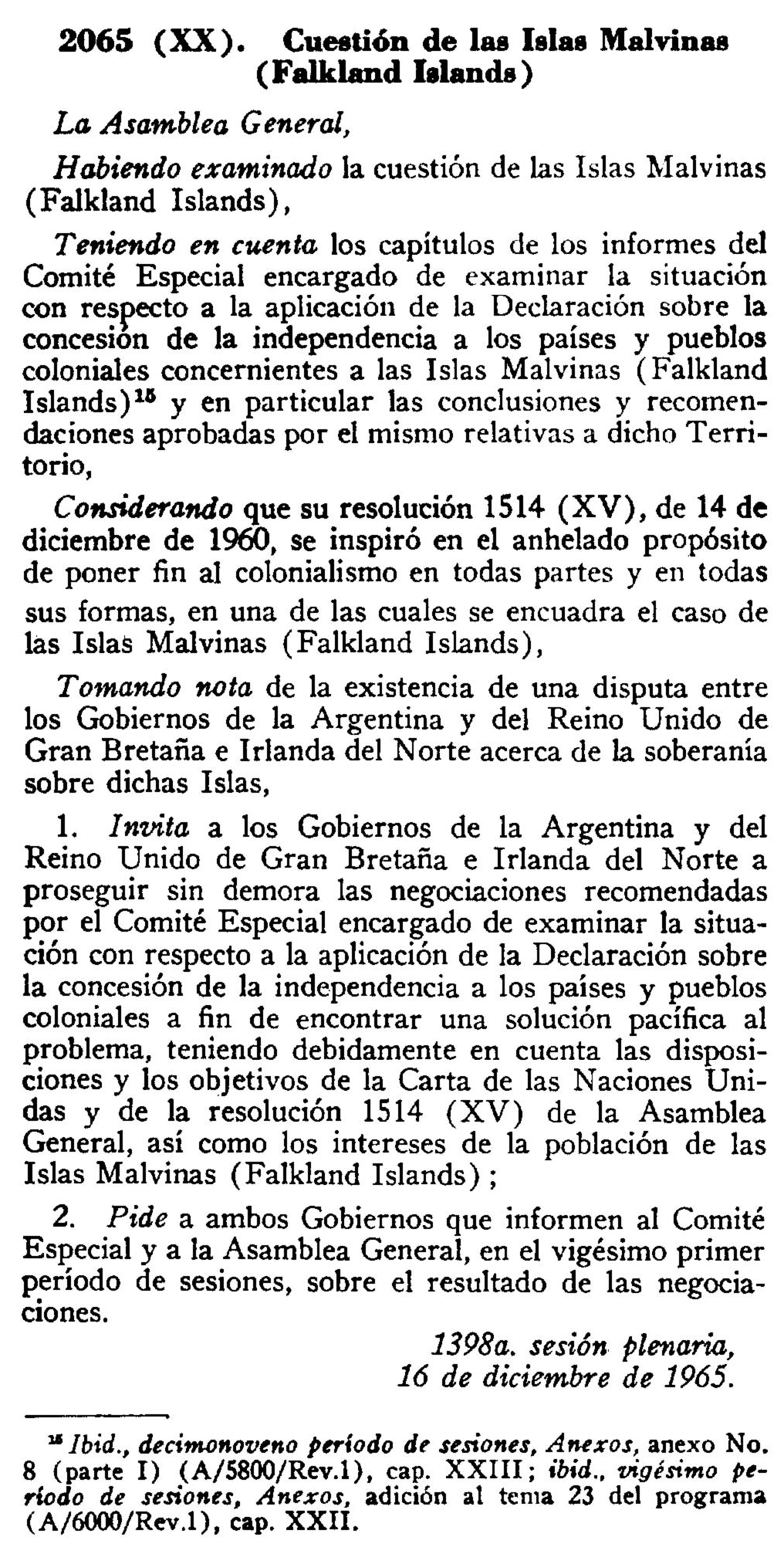
Texto de la resolución 2065.

Durante la presidencia de Illia, el 16 de diciembre de 1965 en las Naciones Unidas se aprobó la resolución 2065 de la Asamblea General que reconoció la existencia de una disputa de soberanía entre el Reino Unido y la Argentina en torno a las Islas Malvinas. El entonces representante argentino ante las Naciones Unidas (y luego nombrado por Illia embajador ante la Unión Soviética), Lucio García del Solar, fue uno de los principales gestores de la resolución, junto con Bonifacio del Carril, nombrado embajador extraordinario por Illia. La resolución fue un triunfo diplomático del gobierno de Illia.
En 1964 el gobierno de Illia propuso conseguir a través del proceso de descolonización iniciado en los años 1950 que la presión de las Naciones Unidas obligara al Reino Unido a sentarse por primera vez a la mesa de negociaciones, anulando las pretensiones británicas de convalidar el statu quo mediante una interpretación parcial del derecho de autodeterminación para aplicar a los kelpers. La resolución fue aceptada expresamente por ambos países y en enero de 1966, los Ministros de Asuntos Exteriores del Reino Unido y de la Argentina se reunieron en Buenos Aires donde manifestaron su intención de mantener las negociaciones recomendadas por la Resolución 2065, dando inicio a las negociaciones para la transferencia de soberanía de las islas, interrumpidas en 1982.
El 3 de enero de 1966, al cumplirse el 133° aniversario de la ocupación británica del archipiélago, Illia decretó la fundación del Instituto Nacional de las Islas Malvinas y Adyacencias para tratar a fondo la Cuestión Malvinas y que presidió Ernesto J. Fitte. Al año siguiente, el Instituto fue disuelto por Nicanor Costa Méndez por decreto del 14 de febrero de 1967.

### Gabinete
Durante toda su presidencia mantuvo los mismos titulares en el gabinete, excepto por Eugenio Blanco, quien falleció en ejercicio del cargo, y debió ser reemplazado por Juan Carlos Pugliese en agosto de 1964.

## Causas del derrocamiento

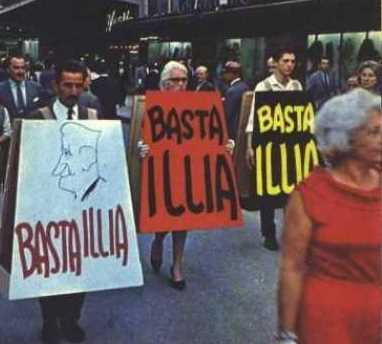
Manifestación contra Illia. La foto corresponde a la portada de una edición de la Revista Panorama de 1966.

El gobierno de Illia (como el de Frondizi) tuvo que reconocer el hecho de haber sido elegido en elecciones no libres, a causa de la proscripción del peronismo –muchos de cuyos simpatizantes votaron en blanco, obteniendo la segunda minoría– y del encarcelamiento del presidente Frondizi, que había ganado las elecciones anteriores y había sido derrocado por los militares.
La falta de reconocimiento de legitimidad al gobierno de Illia por parte de los ciudadanos peronistas y frondizistas, se vio agravada por un plan de lucha del movimiento obrero, afectado por la decisión del gobierno de sancionar una legislación sindical sin consultar a los sindicatos y no investigar la desaparición del militante sindical Felipe Vallese.
El gobierno de Illia redujo la persecución contra el peronismo, pero mantuvo la prohibición de que Perón regresara al país y que los sindicatos -mayoritariamente peronistas- apoyaran alguna corriente política. En octubre de 1964 el Congreso Nacional derogó el Decreto Ley 4161 de 1956 que castigaba con la cárcel la promoción de las ideas y símbolos peronistas, y poco después sancionó la Ley N.º 16.652 de Partidos Políticos, sin incluir una prohibición explícita del peronismo, ni del comunismo. Simultáneamente, Perón emprendió su regreso al país el 2 de diciembre de 1964, pero Illia lo impidió solicitando a la dictadura brasileña que lo detuviera al hacer escala en Río de Janeiro y lo obligara a regresar a España. Por su parte el Partido Justicialista se reorganizó para participar en las elecciones, pero fue nuevamente prohibido a nivel nacional -excepcionalmente autorizado en Mendoza-, esta vez por la justicia electoral, argumentando que había una "identidad vital y dependencia sociológica del Partido Justicialista con el Movimiento o Partido Peronista".
El gobierno convocó entonces a elecciones legislativas para el 14 de marzo de 1965. Debido a la nueva proscripción a nivel nacional, el peronismo se presentó a través del partido Unión Popular, que triunfó ampliamente en las elecciones con 3 278 434 votos contra 2 734 970 de la Unión Cívica Radical del Pueblo. Aunque la UCRP mejoró su desempeño con respecto a 1963 y obtuvo un éxito considerable en la competencia por el voto antiperonista en general y radical en particular (con la Unión Cívica Radical Intransigente cayendo en la irrelevancia política), el triunfo del peronismo agitó la situación interna de las fuerzas armadas.

### Oposición mediática y empresarial
La Sociedad Rural y la Unión Industrial se habían unido en una asociación anti estatal llamada ACIEL (Acción Coordinada de las Instituciones Empresarias Libres). Ambas atacaron persistentemente el déficit del Estado, la inclinación del gobierno por los controles de precios y de cambio, su proteccionismo a las empresas públicas como YPF y la decisión de mantener congelados los arrendamientos agrícolas impuestos bajo el gobierno de Ramírez en 1943.
La corporación de la prensa nacional y la prensa extranjera colaboró en la campaña de desprestigio que se inició contra el presidente y los miembros de su gabinete acusados de lentitud e inactividad. Diarios como El Mundo y Crónica publicaban caricaturas en las que se veía a Illia representado como una tortuga. La Confederación General del Trabajo de la República Argentina (CGT) llevó a cabo el «operativo tortuga» que consistió en sembrar el centro de Buenos Aires con aquel animal llevando pintadas en su caparazón las palabras «Illia o gobierno».
La campaña contra Illia se realizó de manera sistemática por un grupo de periodistas y medios de prensa, como Mariano Grondona en Primera Plana (autor luego de los primeros comunicados militares golpistas), Bernardo Neustadt en la Revista Todo y finalmente, las de Mariano Montemayor. Para ello se recurrió a la imagen de una tortuga, para caracterizar la gestión presidencial como timorata y falta de energía. Simultáneamente, se resaltaba la personalidad de jefes militares, en particular a Juan Carlos Onganía, contraponiéndolo con la imagen de los políticos, alentando su intervención para «salvaguarda de la Patria».

### Oposición internacional y guerra sucia

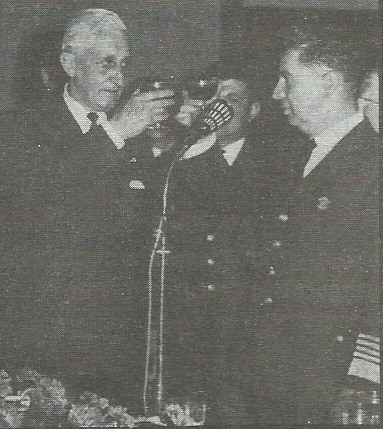
Brindis con el Brig. Gral. Carlos Armanini, en el día de la Fuerza Aérea Argentina en 1965.

Finalmente para entonces, Estados Unidos, en el marco de la Guerra Fría, ya comenzaba a promover abiertamente el terrorismo de Estado y la instalación de dictaduras militares permanentes en América Latina, impulsadas desde la Escuela de las Américas instalada en Panamá, dentro de la llamada Doctrina de la Seguridad Nacional. Como primer paso de ese camino, fuerzas militares habían instalado en 1964 un gobierno militar permanente en Brasil al derrocar al presidente João Goulart.
La planificación del golpe para derrocar a Illia que luego llevaría al poder al teniente general Juan Carlos Onganía corre por cuenta del comandante del Primer Cuerpo del Ejército, el por entonces general de división Julio Rodolfo Alsogaray, con la anuencia del por entonces comandante en jefe del Ejército Argentino, teniente general Pascual Pistarini y la adhesión del titular de la Armada Argentina, almirante Benigno Ignacio Varela y el de la Fuerza Aérea Argentina, brigadier general Adolfo Álvarez.
La idea del golpe no solo era reclamada por sectores de la prensa conservadora, sino que también era apoyado por algunos sectores políticos que habían sido proscriptos, ilegalizados o derrocados violentamente.

#### Conflictos menores durante su mandato

##### Incidente de la laguna del desierto:
El 6 de noviembre de 1965 se produjo un enfrentamiento entre gendarmes argentinos y carabineros chilenos en una zona de Laguna del Desierto, al oeste de Santa Cruz. Allí murió un oficial chileno, Hernán Merino Correa, dicha laguna estaba siendo disputada por ambos países. 

##### Incursión guerrilleraenSalta:
A poco de asumir, Illia recibió una carta de parte de una organización llamada "El ejercito guerrillero del pueblo", quienes pedian su renuncia y llamaban a elecciones libres. El grupo en cuestión era liderado por Jorge Masseti, periodista obsesionado con la idea de replicar la revolución cubana en Argentina. Su "ejercito" estaba conformado por argentinos y cubanos, entrenados y armados en Cuba. Estaban instalados en Salta a la espera del Che Guevara. Al final fracasaron rotundamente; el Che nunca llegó, no sumaron más gente y prácticamente todos los integrantes terminaron diezmados por las fuerzas de seguridad. Masseti desapareció y no se supo más de él.

### El sector castrense

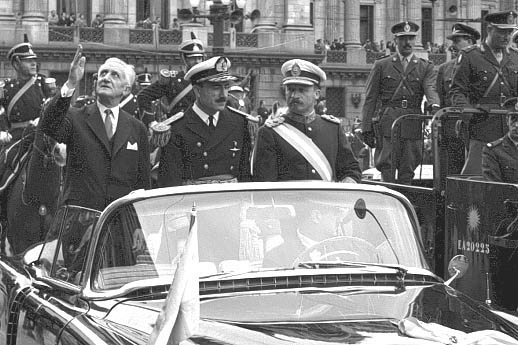
Illia en el momento de su asunción presidencial. A su lado, los titulares de la Armada, Eladio Modesto Vázquez y del Ejército, Juan Carlos Onganía.

Los rumores de posibles golpes de estado acosaron al gobierno radical durante toda su gestión, y las simpatías del vicepresidente Perette por los militares colorados no hacía más que complicar la situación, ya que el ascenso de Juan Carlos Onganía a Teniente General daba un resonante triunfo a los azules y desalentaba las intenciones de reincorporación de los colorados retirados. Los azules y colorados eran una división interna de las fuerzas armadas con respecto al peronismo.
El descontento militar se combinó con una fuerte campaña de desprestigio, impulsada por sectores económicos conservadores que criticaban duramente ciertas políticas del gobierno radical, como la Ley de Medicamentos, la política petrolera y cierta autonomía de los Estados Unidos en la política internacional.
En síntesis los militares tuvieron la tarea de ejecución de una compleja coalición derechista conformada por un grupo de poder, que en su interior contenía núcleos de carácter político–económico, agrupándose varios actores. En lo político, partidos políticos hacían oposición desmesurada; la enemistad con Estados Unidos por discrepancias ideológicas y resentimientos en la política petrolera exasperaban a los castrenses.
En lo económico se hallaban empresas nacionales (prensa, medicamentos, etc.) y multinacionales petroleras afectadas por la anulación de los contratos millonarios.

### Golpe de Estado de 1966
El 28 de junio de 1966 se produjo el golpe militar en medio de la indiferencia de la ciudadanía. Los militares forzaron a Arturo Illia a abandonar la presidencia y hacerse ellos nuevamente con el poder.
El general Julio Rodolfo Alsogaray, el brigadier Rodolfo Pío Otero –jefe de la Casa Militar de la Casa Rosada–, el coronel Luis Perlinger y un grupo de oficiales se presentaron en el despacho presidencial para solicitarle que se retire de la Casa de Gobierno, asegurándole en todo momento su integridad física. Este se negó rotundamente y luego de una fuerte discusión les manifestó: «El comandante en jefe de las Fuerzas Armadas soy yo», provocando que los militares abandonasen el despacho. Ante la fuerte negativa los efectivos policiales ingresaron con pistolas lanzagases, mientras que las tropas rodearon por completo la Casa Rosada. Perlinger volvió a solicitar al presidente que se retirase, asegurándole que en caso contrario «no podría garantizar la seguridad de las personas que lo acompañaban». Finalmente, Illia optó por abandonar el lugar.

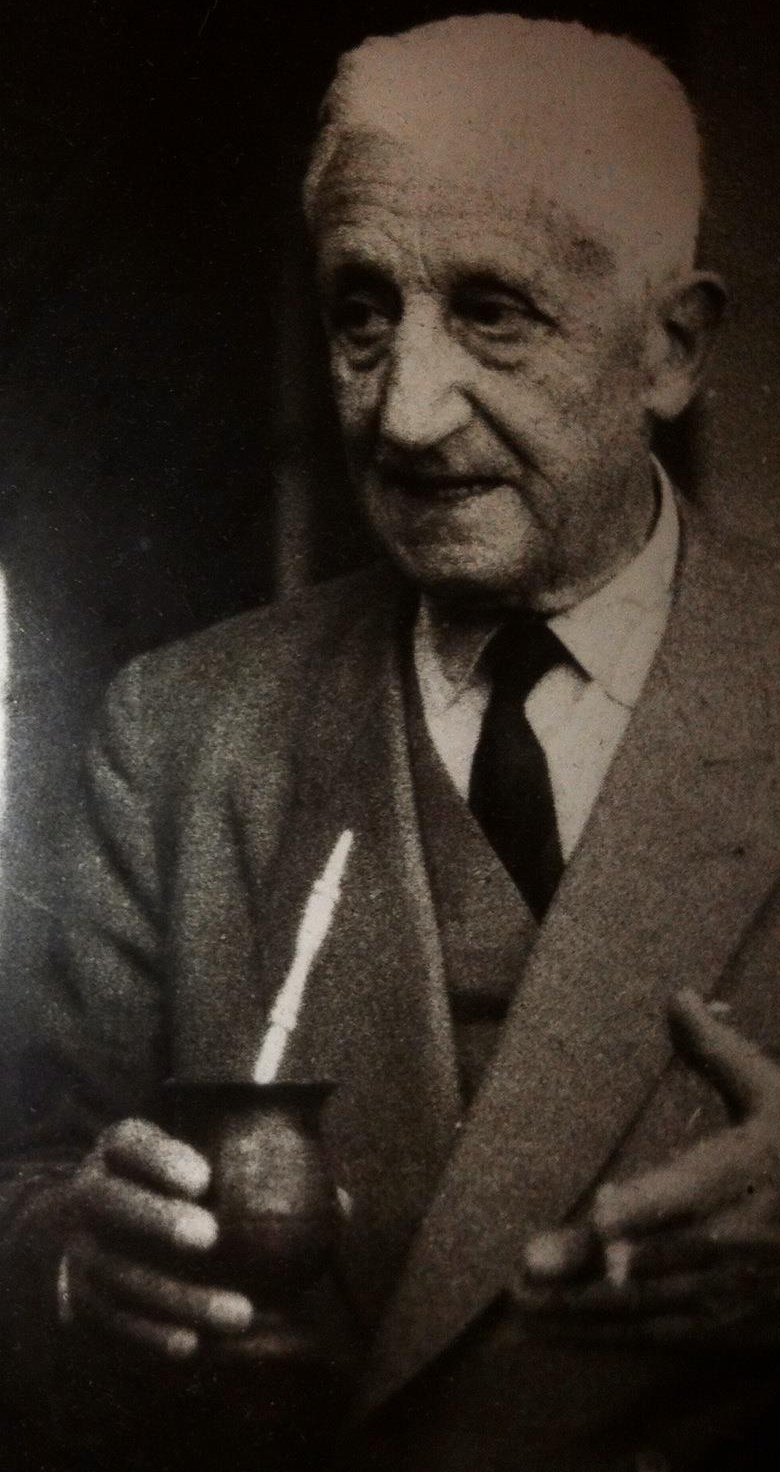
Arturo Illia tomando mate, bebida de amplia difusión en Argentina.

Rodeado por sus colaboradores bajó por la escalera hasta la planta baja, cruzó por la entrada y se dirigió a la calle, pudo llegar a la puerta de salida de la Casa de Gobierno rodeado por un montón de gente que seguía gritando… Le ofrecieron un coche de la presidencia, pero lo rechazó. En eso vió que se acercaba entre la gente el que había sido su ministro de Educación, Alconada Aramburú, y le decía que vaya con él. Lo siguió y se metieron en el coche de él. Adentro íban siete personas. Así llegamos hasta la casa de su hermano en la localidad bonaerense de Martínez.
Al día siguiente asumió el general Juan Carlos Onganía, autodenominando al golpe Revolución Argentina.

## Actividad posterior y fallecimiento
Illia renunció a su jubilación de presidente y se mantuvo relativamente alejado de la función política, teniendo en cuenta que hubo dictaduras en 14 de los 17 años siguientes hasta su muerte, aunque continuó vinculado a la UCR. Regresó a Cruz del Eje, donde retomó el ejercicio de la medicina. 
En 1973 para las Elecciones a Gobernador de Córdoba Illia apoyo la candidatura del ex intendente de la ciudad de Córdoba (1963-1966), Víctor Martínez. Eduardo Angeloz en su libro "La Memoria Necesaria" (2014) cuenta cuando Arturo Illia dio su apoyo a Martínez.
Algunas fuentes sostienen que en los últimos años de su vida cayó en la pobreza y carecía de propiedades. Otras fuentes señalan también, sin mayores precisiones, que trabajó como empleado en una panadería, que simplemente atendió la panadería de un amigo, o que atendió como médico a sus pacientes en dicha panadería.
Falleció en aquella localidad el 18 de enero de 1983, poco antes del retorno de la democracia. Sus restos fueron velados en una sede radical en la ciudad de Córdoba y posteriormente en el Salón Azul del Congreso de la Nación.

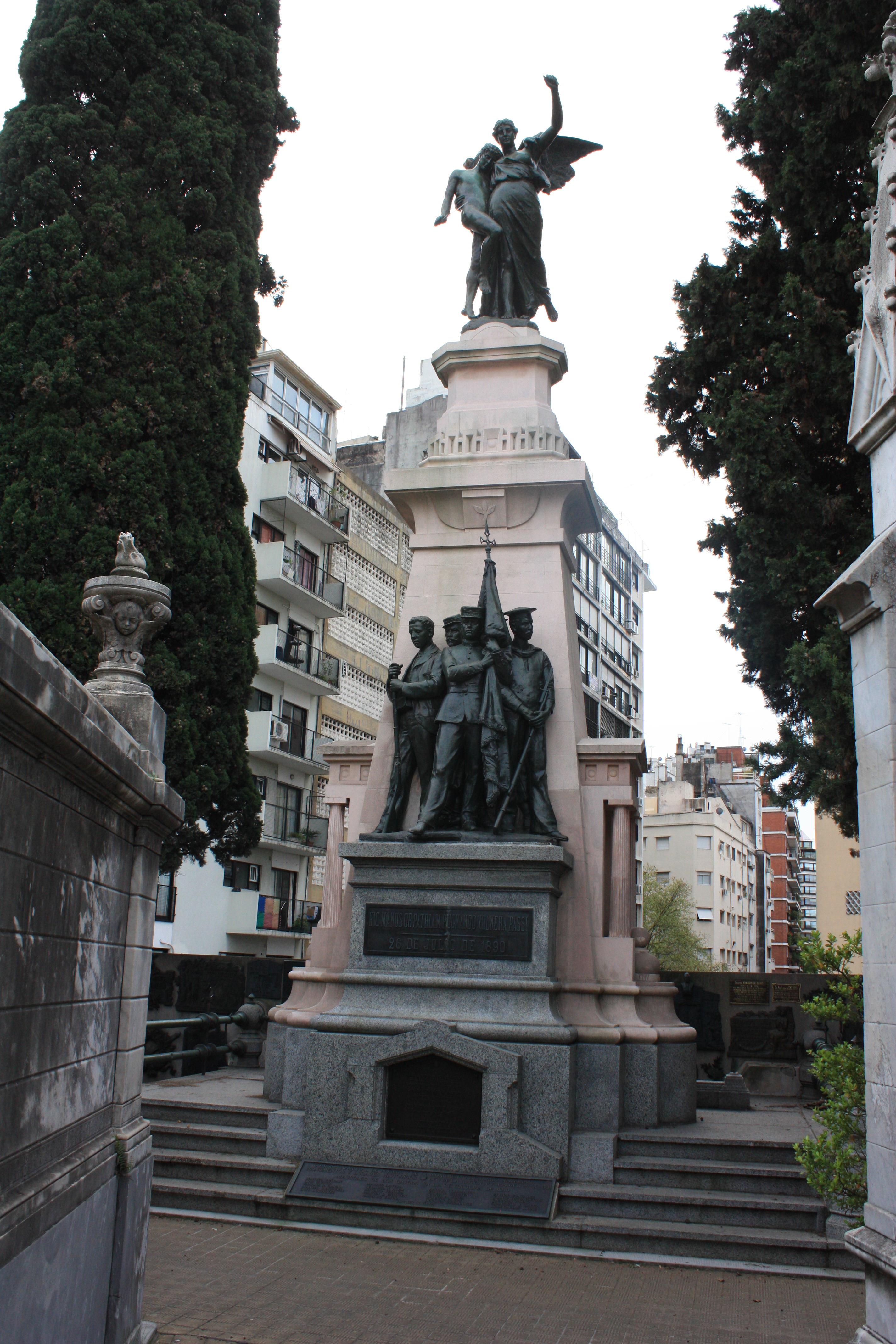
Panteón Radical en el Cementerio de la Recoleta de Buenos Aires donde está enterrado Arturo Illia.

Sus correligionarios consideran a Illia un político ejemplar, por su honestidad y personalidad incorruptible. Tuvo una sola casa, sencilla y adusta, que fue el único bien inmueble con que se retiró como presidente de la Nación, que le fue donada.
Sus críticos, como el historiador radical Félix Luna, consideraron que "estaba totalmente ajeno a la temática contemporánea y disimulaba esta carencia con una constante apelación a un visceral optimismo y una cierta testarudez", o lo juzgan duramente debido a su política represiva y antidemocrática contra el movimiento obrero y el peronismo, especialmente los asesinatos y el mantenimiento de normas proscriptivas.
A pesar de pedir expresamente ser enterrado en Cruz del Eje, sus restos descansan en el Panteón a los caídos en la Revolución de 1890 (conocido popularmente como Panteón Radical), del Cementerio de la Recoleta, en la ciudad de Buenos Aires. En aquel mausoleo, además de Illia, descansan Leandro N. Alem, Hipólito Yrigoyen y Elpidio González, entre otros dirigentes de la Unión Cívica Radical.

## Condecoraciones
Arturo Illia recibió las siguientes distinciones:
- Gran Cruz de la Legión de Honor (octubre de 1964, Francia).[95]
- Gran Collar de la Orden de Pahlaví (mayo de 1965, Irán).[96]
- Gran Cruz adornada con el Gran Cordón de la Orden al Mérito (8 de septiembre de 1965, Italia).[97]
- Collar de la Orden al Mérito Bernardo O'Higgins (octubre de 1965, Chile).[98][99]
- Premio Internacional Mahatma Gandhi «por los servicios prestados para la humanización del poder» (enero de 1982).[100]

## En la cultura popular
El actor argentino Luis Brandoni encarnó el papel de Arturo Illia en la obra de teatro Don Arturo Illia (2011). La obra narra tanto su presidencia, como su actividad de médico con posterioridad al ejercicio de la más alta magistratura. En aquella ocasión, declaró que: «invitaron a que hiciera esta obra en el 2009. Decliné la invitación, porque en mi profesión yo siempre tuve la premisa de no contrabandear política»; cuando le preguntaron por qué cambio de idea, contestó: «Fui pensando que Illia está más allá, es un personaje histórico».

## Relaciones familiares
Su hijo Leandro Illia es dirigente de la Unión Cívica Radical, y uno de los iniciadores, desde la Facultad de Derecho de Córdoba, de la agrupación estudiantil Franja Morada y de la Junta Coordinadora Nacional. Su nieto Leandro Arturo Ismael Illia es periodista. La exvicepresidente de la Nación Argentina Gabriela Michetti es sobrina bisnieta suya por vía materna.